# 11월 19일
11월 19일은 그레고리력으로 323번째(윤년일 경우 324번째) 날에 해당한다.

## 사건
- 461년 - 서로마 제국의 리비우스 세베루스가 플라비우스 리키메르에 의해 황제로 옹립되다.
- 1274년 - 원나라 쿠빌라이칸이 시도한 일본 원정이 11월 19일(음력 10월 20일) 밤에 불어온 태풍(가미카제)으로 실패한다.
- 1408년 - 조선 태종 8년 아패법(牙牌法) 제정
- 1435년 - 조선 세종 17년 상정소(詳定所) 폐지
- 1442년 - 조선 세종 24년 왜인과의 무역제도를 개정
- 1444년 - 조선 세종 26년 역대실록을 춘추관·충주·성주·전주의 사고에 분장
- 1507년 - 조선 중종 2년 사관(史官)의 정청(政廳) 입참(入參)을 허용.
- 1598년 - 조선 선조 31년 노량해전
- 1863년 - 남북 전쟁: 에이브러햄 링컨 미국 대통령이 게티즈버그 연설을 하다.
- 1882년 - 조선 고종 19년 유학 김영효(金永孝)·이은우(李殷雨)·강기형(姜基馨), 8도에 병영 설치 상소
- 1926년 - 대영제국 밸푸어 선언 (1926년)
- 1980년 - 대한항공 015편 착륙 사고 발생.
- 2005년 - 아시아 태평양 경제협력체(APEC)에서 주최하는 2005년 부산 APEC 정상회의(11월 18일~)가 대한민국 부산광역시에서 개최.

## 문화
- 1629년 - 조선 인조 7년 교서관, 《소학》 200권 인출,간행.
- 1964년 - 프랑스의 시사주간지 《르 누벨 옵세르바퇴르》 첫 발간.
- 2021년 - 포켓몬스터 브릴리언트 다이아몬드·샤이닝 펄이 발매되었다.

## 탄생
- 1462년 - 제104대 일본의 천황 고카시와바라 천황. (~1529년)
- 1600년 - 영국의 국왕 찰스 1세. (~1649년)
- 1831년 - 미국의 제20대 대통령 제임스 A. 가필드. (~1881년)
- 1833년 - 독일의 철학자 빌헬름 딜타이. (~1911년)
- 1875년 - 러시아 혁명가 미하일 칼리닌. (~1946년)
- 1900년 - 러시아 과학자 미하일 라프렌티예프. (~1980년)
- 1909년 - 미국의 경영학자 피터 드러커. (~2005년)
- 1916년 - 대한민국의 비전향 장기수 강동근. (~2004년)
- 1917년 - 인도의 정치가 인디라 간디. (~1984년)
- 1920년 - 미국의 배우 진 티어니. (~1991년)
- 1924년 - 영국의 배우 윌리엄 러셀. (~2024년)
- 1925년 - 폴란드 출신의 사회학자 지그문트 바우만. (~2017년)
- 1933년 - 미국의 앵커 래리 킹. (~2021년)
- 1934년
  - 대한민국의 공학자 서정욱. (~2024년)
  - 소련과 러시아의 전직 축구 선수 겸 축구 감독 발렌틴 이바노프. (~2011년)
  - 스웨덴의 축구 선수 쿠르트 함린. (~2024년)
- 1935년
  - 대한민국의 기업인 조석래. (~2024년)
  - 미국의 기업인 잭 웰치. (~2020년)
- 1938년 - 미국의 언론 재벌, 기업가 테드 터너.
- 1939년 - 대한민국의 통일운동가 오인동. (~2025년)
- 1941년
  - 미국의 정치인 토미 톰슨.
  - 불가리아의 육상 선수 이반카 흐리스토바. (~2022년)
- 1942년 - 미국의 패션 디자이너 캘빈 클라인.
- 1947년 - 대한민국의 가수 겸 작곡가 윤형주.
- 1949년 - 일본의 배우, 가수, 작곡가 마츠자키 시게루.
- 1954년
  - 대한민국의 정치인 김병수.
  - 대한민국의 목회자, 여의도순복음교회 담임목사 이영훈.
- 1957년 - 대한민국의 성우 홍영란.
- 1959년 - 미국의 배우 앨리슨 재니.
- 1960년
  - 대한민국의 배우 이휘향.
  - 일본의 성우 나카 히로시.
- 1961년 - 미국의 배우 멕 라이언.
- 1962년
  - 대한민국의 정치인 박정.
  - 미국의 배우 조디 포스터.
- 1963년 - 대한민국의 정치인 최재천.
- 1965년 - 프랑스의 전 축구 선수, 현 축구 감독 로랑 블랑.
- 1966년 - 미국의 배우, 무술가 제이슨 스콧 리.
- 1970년
  - 대한민국의 성우 이소영.
  - 대한민국의 성우 이영아.
- 1971년 - 대한민국의 전 야구 선수 홍우태.
- 1972년 - 대한민국의 배우 윤해영.
- 1973년
  - 대한민국의 기업가 이원술.
  - 대한민국의 게임해설자 김태형.
  - 일본의 각본가, 일러스트레이터, 소설가 용기사07.
- 1975년
  - 대한민국의 희극인 양재희.
  - 일본의 작곡가 사토 나오유키.
  - 인도의 배우 수슈미타 센.
- 1976년
  - 캐나다의 배우 로빈 던.
  - 대한민국의 야구 선수 권용관.
  - 일본의 싱어송라이터 시바타 준.
  - 미국의 기업인 잭 도시.
- 1977년 - 대한민국의 성우 박희은.
- 1979년
  - 미국의 영화 감독 배리 젱킨스.
  - 대한민국의 전 야구 선수 박형식.
  - 말레아시아의 가수 리자 하님.
  - 미국의 야구 선수 라이언 하워드.
  - 브라질의 축구 선수 산드루 히로시.
- 1980년
  - 대한민국의 배우 최재훈.
  - 대한민국의 가수, 뮤지컬 배우 소냐.
- 1981년
  - 대한민국의 힙합 디스크자키 DJ 투컷 (에픽하이).
  - 대한민국의 배우 윤아정.
- 1982년 - 북한의 인권운동가 신동혁.
- 1983년
  - 미국의 배우 애덤 드라이버.
  - 일본의 이종격투기 선수 사토 다쿠미.
- 1984년 - 대한민국의 야구 선수 안영명.
- 1985년
  - 잉글랜드의 전 축구 선수 크리스 이글스.
  - 일본의 아이돌 호시노 미치루.
- 1986년 - 캐나다의 야구 선수 마이클 샌더스.
- 1987년
  - 대한민국의 배우 김혜원.
  - 대한민국의 야구 선수 백청훈 (LG 트윈스).
  - 미국의 배우 서맨사 푸터먼.
- 1988년 - 대한민국의 가수, 뮤지컬 배우 도시.
- 1989년 - 대한민국의 기상캐스터 방소윤.
- 1990년 - 대한민국의 가수, 성악가 조민규.
- 1991년
  - 대한민국의 배우, 모델 강희.
  - 대한민국의 배우 이규원.
  - 아일랜드의 권투 선수 마이클 콘런.
- 1992년 - 잉글랜드의 축구 선수 제임스 타코우스키.
- 1993년
  - 네덜란드의 축구 선수 켈리 제이만.
  - 스페인의 축구 선수 수소.
  - 대한민국의 가수 한윤성.
- 1994년
  - 대한민국의 가수 한이재.
  - 대한민국의 배우 박소정.
  - 우크라이나의 모델, 배우 아나스타샤 소코로바.
- 1995년 - 대한민국의 헤어디자이너 백주희.
- 1996년
  - 대한민국의 축구 선수 이승민.
  - 미국의 배구 선수 셰리단 앳킨슨.
  - 도미니카 공화국의 야구 선수 르윈 디아즈.
- 1997년 - 대한민국의 가수 류수정 (러블리즈).
- 1998년 - 대한민국의 오버워치 프로게이머 안민영.
- 1999년
  - 러시아의 피겨 스케이팅 선수 예브게니야 메드베데바.
  - 대한민국의 오버워치 프로게이머 박준영.
- 2000년 - 대한민국의 가수 고원 (이달의 소녀).
- 2001년
  - 대한민국의 가수 Gist.
  - 중국의 가수 자오자루이.
  - 일본의 래퍼 시느 하느리상.
- 2002년 - 일본의 배우 코미야 리오.
- 2005년 - 대한민국의 래퍼 김종섭.

### 미상
- 대한민국의 가수 수정.

## 사망
- 498년 - 제50대의 교황 교황 아나스타시오 2세. (?~)
- 1577년 - 일본 센고쿠 시대의 무장 마쓰나가 히사히데. (1510년~)
- 1598년 - 조선시대 중기의 삼도수군통제사 충무공 이순신. (1545년~)
- 1665년 - 프랑스의 화가 니콜라 푸생. (1594년~)
- 1828년 - 오스트리아의 작곡가 프란츠 슈베르트. (1797년~)
- 1947년 - 대한민국의 독립운동가 전명운. (1884년~)
- 1959년 - 미국의 심리학자 에드워드 톨먼. (1886년~)
- 1970년 - 소비에트 연방의 군인 안드레이 예료멘코. (1892년~)
- 1987년 - 대한민국의 기업인, 삼성그룹의 창업자 이병철. (1910년~)
- 2009년 - 대한민국의 모델 김다울. (1989년~)
- 2013년 - 영국의 노벨화학상, 생화학자 프레더릭 생어. (1918년~)
- 2015년 - 대한민국의 영화배우 김혜정. (1941년~)
- 2017년
  - 미국의 살인마 찰스 맨슨. (1934년~)
  - 체코의 테니스 선수 야나 노보트나. (1968년~)
- 2019년 - 대한민국의 군인, 정치인 강기천. (1927년~)
- 2022년
  - 이탈리아의 음악가 니코 피덴코. (1933년~)
  - 미국의 배우, 성우, 종합격투기 선수 제이슨 데이비드 프랭크. (1973년~)
- 2023년
  - 대한민국의 영화배우 박동룡. (1940년~)
  - 잉글랜드의 영화배우 조스 애클랜드. (1928년~)
  - 미국의 제39대 영부인 로절린 카터. (1927년~)
- 2024년
  - 아르헨티나의 가수 그라시엘라 수사나. (1953년~)
  - 미국의 신학자 토니 캠폴로. (1935년~)

## 기념일
- 세계 화장실의 날(WTD)
- 국제 남성의 날(IMD)
- 아동학대 예방의 날
- 푸에르토리코 발견 기념일: 푸에르토리코

## 같이 보기
- 전날: 11월 18일 다음날: 11월 20일 - 전달: 10월 19일 다음달: 12월 19일
- 음력: 11월 19일
- 모두 보기